# Atractus erythromelas
Atractus erythromelas är en ormart som beskrevs av Boulenger 1903. Atractus erythromelas ingår i släktet Atractus och familjen snokar. Inga underarter finns listade.
Arten förekommer i Colombia samt i delstaten Mérida i Venezuela. Honor lägger ägg.